# 池田利政

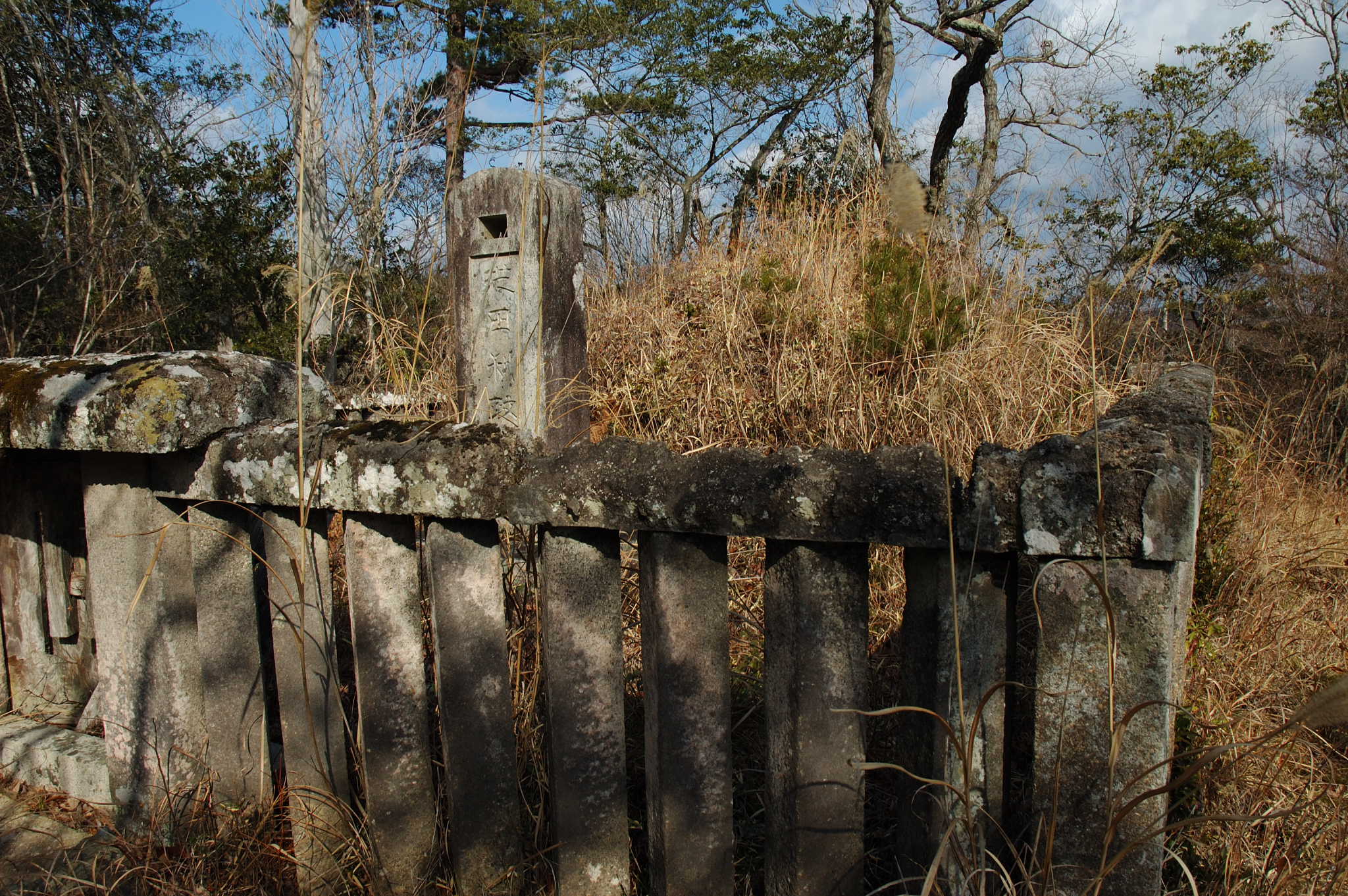
和意谷池田家墓所七のお山の利政の墓

池田 利政（いけだ としまさ）は、安土桃山時代末期に生まれた江戸時代前期の武士。通称は初め左近、後に摂津守と改める。

## 略歴
文禄3年（1594年）、三河国吉田にて池田輝政の九男（実は四男）として誕生した。嫡母は父の継室・督姫（徳川家康の娘）、生母は側室の安藤氏。
慶長5年（1600年）の関ヶ原の戦い後、父・輝政が播磨国姫路藩に移封されると、利政は船上城の城代となり、4170石（後に加増され5000石）を知行した。また、長兄の利隆に従い大坂の陣に参戦した。元和3年（1617年）、甥の光政の因幡国鳥取藩への移封に伴い、汗入郡逢坂に移住した。さらに、寛永9年（1632年）の光政の備前国岡山藩への移封で岡山に移った。
寛永16年（1639年）8月11日、京都で死去した。46歳。法号は法清院殿月桂浄秋大居士。墓所は岡山県備前市にある和意谷池田家墓所。

## 系譜
- 父：池田輝政（1565年 - 1613年）
- 母：督姫（1565年 - 1615年） - 徳川家康次女
- 生母：安藤氏
- 室：雪窓院 - 佐久間勝之の娘
  - 男子：池田政信（1630年? - 1649年）
  - 男子：池田知利（1630年 - 1679年）
- 生母不明の子女
  - 女子：森昌院（? - 1707年） - 池田長泰正室
  - 女子：心珠院 - 池田光政養女、日置忠治室